# Списак предсједника влада Црне Горе

## Књажевина Црна Гора
| Ред                                           | Слика | Име                          | Животни век | Трајање мандата   | Трајање мандата   | Странка         | Напомена                   |
| --------------------------------------------- | ----- | ---------------------------- | ----------- | ----------------- | ----------------- | --------------- | -------------------------- |
| 1                                             |       | Божо Петровић-Његош          | 1846–1929   | 20. март 1879     | 19. децембар 1905 | Нема            | Влада Б. Петровића Његоша  |
| Предсједници Министарског савјета 1905 - 1910 |       |                              |             |                   |                   |                 |                            |
| 2                                             |       | Лазар Мијушковић (1° мандат) | 1867–1936   | 19. децембар 1905 | 24. новембар 1906 | Нема            | I влада Л. Мијушковића     |
| 3                                             |       | Марко Радуловић              | 1866–1935   | 24. новембар 1906 | 1. фебруар 1907   | Народна странка | Влада М. Радуловића        |
| 4                                             |       | Андрија Радовић (1° мандат)  | 1872–1947   | 1. фебруар 1907   | 17. април 1907    | Народна странка | I влада А. Радовића        |
| 5                                             |       | Лазар Томановић              | 1845–1932   | 17. април 1907    | 28. август 1910   |                 | I и II влада Л. Томановића |

## Краљевина Црна Гора
| Ред                                           | Слика | Име                          | Животни век | Трајање мандата              | Трајање мандата                   | Странка                 | Напомена                                           |
| --------------------------------------------- | ----- | ---------------------------- | ----------- | ---------------------------- | --------------------------------- | ----------------------- | -------------------------------------------------- |
| Предсједници Министарског савјета 1910 - 1916 |       |                              |             |                              |                                   |                         |                                                    |
| 5                                             |       | Лазар Томановић              | 1845–1932   | 28. август 1910              | 19. јун 1912                      |                         | II, III и IV влада Лазара Томановића               |
| 6                                             |       | Митар Мартиновић             | 1870–1954   | 19. јун 1912                 | 8. мај 1913                       | Војни намесник за краља | Влада М. Мартиновића                               |
| 7                                             |       | Јанко Вукотић                | 1866–1927   | 8. мај 1913                  | 20. децембар 1915 (ст. кл.)       | Војни намесник за краља | I, II и III влада Ј. Вукотића                      |
| 8                                             |       | Лазар Мијушковић (2° мандат) | 1867–1936   | 20. децембар 1915. (ст. кл.) | од почетака јануара 1916 у егзилу | Нема                    | II влада Л. Мијушковића у егзилу настављен мандант |

Након капитулације Црне Горе Централним Силама Влада је отпочела рад у егзилу, а наставила га је и после 1918. након одлуке Подгоричке скупштине да се Црна Гора присаједини Краљевини Србији.

### У егзилу
| Ред                                           | Слика | Име                          | Животни век | Трајање мандата                   | Трајање мандата    | Странка                 | Напомена |
| --------------------------------------------- | ----- | ---------------------------- | ----------- | --------------------------------- | ------------------ | ----------------------- | --- |
| Предсједници Министарског савјета 1916 - 1922 |       |                              |             |                                   |                    |                         | |
| 8                                             |       | Лазар Мијушковић (2° мандат) | 1867–1936   | од почетака јануара 1916 у егзилу | 12. мај 1916       | Нема                    | II влада Л. Мијушковића у егзилу настављен мандант |
| 9                                             |       | Андрија Радовић (2° мандат)  | 1872–1947   | 12. мај 1916                      | 17. јануар 1917    | Народна странка         | II влада А. Радовића |
| 10                                            |       | Мило Матановић (2° мандат)   | 1879–1955   | 17. јануар 1917                   | 11. јун 1917       | Војни намесник за краља | Влада М. Матановића |
| 11                                            |       | Евгеније Поповић             | 1842–1931   | 11. јун 1917                      | 17. фебруар 1919   | Нема                    | Влада Е. Поповића |
| 12                                            |       | Јован Пламенац               | 1853–1935   | 17. фебруар 1919                  | 28. јун 1921       | Права народна странка   | I, II и III влада Ј. Пламенца |
| 13                                            |       | Милутин Вучинић              | 1869–1922   | 28. јун 1921                      | 14. септембар 1922 | Војни намесник за краља | Влада М. Вучинића |
| 14                                            |       | Анто Гвозденовић             | 1853–1935   | 14. септембар 1922                |                    | Војни намесник за краља | Када је Вучинић умро, августа 1922. године, Јован Пламенац се 16. септембра 1922. прогласио за предсједника владе одбивши да призна краљицу Милену за намјесника. Краљица је декретом од 23. септембра 1922. за предсједника владе поставила др Анта Гвозденовића и тако настају 2 сукобљене владе. Формално ове владе није нико признавао. |

## Привремене владе Црне Горе унутар Краљевине Срба, Хрвата и Словенаца
|  | Марко Даковић | од новембра 1918. до априла 1919. |

Одлуком Подгоричке скупштине 28. новембра 1918. године изабран је Извршни народни одбор, који је имао улогу привремене владе покрајине. Одбору је био предсједник Марко Даковић. Априла 1919. године власт у покрајини је преузео краљевски повјереник Иво Павићевић.

## Република Црна Гора унутар Југославије
| Ред                                   | Слика            | Име                        | Животни век | Трајање мандата — Изборни мандати | Трајање мандата — Изборни мандати | Странка                                                              | Напомена                                                                                                   |
| ------------------------------------- | ---------------- | -------------------------- | ----------- | --------------------------------- | --------------------------------- | -------------------------------------------------------------------- | --- |
| Председник Владе 1945 - 1953          |                  |                            |             |                                   |                                   |                                                                      | |
| N/A                                   |                  | Блажо Јовановић            | 1907–1976   | 17. април 1945                    | 4. фебруар 1953                   | Комунистичка партија Црне Горе /Савез комуниста Црне Горе            | Прва влада Блаже Јовановића Друга влада Блаже Јовановића                                                   |
| N/A                                   | —                | Блажо Јовановић            | 1907–1976   |                                   |                                   | Комунистичка партија Црне Горе /Савез комуниста Црне Горе            | Прва влада Блаже Јовановића Друга влада Блаже Јовановића                                                   |
| Председници Извршног већа 1953 - 1991 |                  |                            |             |                                   |                                   |                                                                      | |
| 1 (17)                                |                  | Блажо Јовановић            | 1907–1976   | 4. фебруар 1953                   | 16. децембар 1953                 | Савез комуниста Црне Горе                                            | |
| 1 (17)                                | —                | Блажо Јовановић            | 1907–1976   |                                   |                                   | Савез комуниста Црне Горе                                            | |
| 2 (18)                                |                  | Филип Бајковић             | 1910–1985   | 16. децембар 1953                 | 12. јул 1962                      | Савез комуниста Црне Горе                                            | |
| 2 (18)                                | —                | Филип Бајковић             | 1910–1985   |                                   |                                   | Савез комуниста Црне Горе                                            | |
| 3 (19)                                |                  | Ђорђије Пајковић           | 1917–1980   | 12. јул 1962                      | 25. јун 1963                      | Савез комуниста Црне Горе                                            | |
| 3 (19)                                | —                | Ђорђије Пајковић           | 1917–1980   |                                   |                                   | Савез комуниста Црне Горе                                            | |
| 4 (20)                                |                  | Веселин Ђурановић          | 1925–1997   | 25. јун 1963                      | 8. децембар 1966                  | Савез комуниста Црне Горе                                            | |
| 4 (20)                                | —                | Веселин Ђурановић          | 1925–1997   |                                   |                                   | Савез комуниста Црне Горе                                            | |
| 5 (21)                                |                  | Мијушко Шибалић            | 1915–1995   | 8. децембар 1966                  | 5. мај 1967                       | Савез комуниста Црне Горе                                            | |
| 5 (21)                                | —                | Мијушко Шибалић            | 1915–1995   |                                   |                                   | Савез комуниста Црне Горе                                            | |
| 6 (22)                                |                  | Видоје Жарковић            | 1927–2000   | 5. мај 1967                       | 7. октобар 1969                   | Савез комуниста Црне Горе                                            | |
| 6 (22)                                | —                | Видоје Жарковић            | 1927–2000   |                                   |                                   | Савез комуниста Црне Горе                                            | |
| 7 (23)                                |                  | Жарко Булајић              | 1922–2009   | 7. октобар 1969                   | 6. мај 1974                       | Савез комуниста Црне Горе                                            | |
| 7 (23)                                | —                | Жарко Булајић              | 1922–2009   |                                   |                                   | Савез комуниста Црне Горе                                            | |
| 8 (24)                                |                  | Марко Орландић             | 1930–2019   | 6. мај 1974                       | 28. април 1978                    | Савез комуниста Црне Горе                                            | |
| 8 (24)                                | —                | Марко Орландић             | 1930–2019   |                                   |                                   | Савез комуниста Црне Горе                                            | |
| 9 (25)                                |                  | Момчило Цемовић            | 1928–2001   | 28. април 1978                    | 7. мај 1982                       | Савез комуниста Црне Горе                                            | |
| 9 (25)                                | —                | Момчило Цемовић            | 1928–2001   |                                   |                                   | Савез комуниста Црне Горе                                            | |
| 10 (26)                               |                  | Радивоје Брајовић          | 1935–       | 7. мај 1982                       | 6. јун 1986                       | Савез комуниста Црне Горе                                            | |
| 10 (26)                               | —                | Радивоје Брајовић          | 1935–       |                                   |                                   | Савез комуниста Црне Горе                                            | |
| 11 (27)                               |                  | Вуко Вукадиновић           | 1937–1993   | 6. јун 1986                       | 29. март 1989                     | Савез комуниста Црне Горе                                            | |
| 11 (27)                               | —                | Вуко Вукадиновић           | 1937–1993   |                                   |                                   | Савез комуниста Црне Горе                                            | |
| 12 (28)                               |                  | Радоје Контић              | 1937–       | 2. април 1989                     | 15. фебруар 1991                  | Савез комуниста Црне Горе                                            | Влада Радоја Контића од 1989. године                                                                       |
| 12 (28)                               | —                | Радоје Контић              | 1937–       |                                   |                                   | Савез комуниста Црне Горе                                            | Влада Радоја Контића од 1989. године                                                                       |
| Председници Владе 1991 - 2006         |                  |                            |             |                                   |                                   |                                                                      | |
| 1 (29)                                |                  | Мило Ђукановић (1° мандат) | 1962–       | 15. фебруар 1991                  | 5. фебруар 1998                   | Савез комуниста Црне Горе /Демократска партија социјалиста Црне Горе | Прва влада Мила Ђукановића (1991.) Друга влада Мила Ђукановића (1993.) Трећа влада Мила Ђукановића (1996.) |
| 1 (29)                                | 1990, 1992, 1996 | Мило Ђукановић (1° мандат) | 1962–       |                                   |                                   | Савез комуниста Црне Горе /Демократска партија социјалиста Црне Горе | Прва влада Мила Ђукановића (1991.) Друга влада Мила Ђукановића (1993.) Трећа влада Мила Ђукановића (1996.) |
| 2 (30)                                |                  | Филип Вујановић            | 1954–       | 5. фебруар 1998                   | 8. јануар 2003                    | Демократска партија социјалиста Црне Горе                            | Влада Филипа Вујановића                                                                                    |
| 2 (30)                                | 1998, 2001       | Филип Вујановић            | 1954–       |                                   |                                   | Демократска партија социјалиста Црне Горе                            | Влада Филипа Вујановића                                                                                    |
| 1 (31)                                |                  | Мило Ђукановић (2° мандат) | 1962–       | 8. јануар 2003                    | 2006                              | Демократска партија социјалиста Црне Горе                            | Четврта влада Мила Ђукановића                                                                              |
| 1 (31)                                | 2002             | Мило Ђукановић (2° мандат) | 1962–       |                                   |                                   | Демократска партија социјалиста Црне Горе                            | Четврта влада Мила Ђукановића                                                                              |

## Црна Гора
| Ред                       | Слика | Име                        | Животни век | Трајање мандата — Изборни мандати | Трајање мандата — Изборни мандати | Странка                                   | Напомена                                                                               |
| ------------------------- | ----- | -------------------------- | ----------- | --------------------------------- | --------------------------------- | ----------------------------------------- | -------------------------------------------------------------------------------------- |
| Председници Владе од 2006 |       |                            |             |                                   |                                   |                                           |                                                                                        |
| 1 (31)                    |       | Мило Ђукановић (2° мандат) | 1962–       | 2006                              | 10. новембар 2006                 | Демократска партија социјалиста Црне Горе | Четврта влада Мила Ђукановића                                                          |
| 1 (31)                    | —     | Мило Ђукановић (2° мандат) | 1962–       |                                   |                                   | Демократска партија социјалиста Црне Горе | Четврта влада Мила Ђукановића                                                          |
| 3 (32)                    |       | Жељко Штурановић           | 1960–2014   | 10. новембар 2006                 | 29. фебруар 2008                  | Демократска партија социјалиста Црне Горе | Влада Жељка Штурановића поднио оставку 31. јануара 2008. из здравствених разлога       |
| 3 (32)                    | 2006  | Жељко Штурановић           | 1960–2014   |                                   |                                   | Демократска партија социјалиста Црне Горе | Влада Жељка Штурановића поднио оставку 31. јануара 2008. из здравствених разлога       |
| 1 (33)                    |       | Мило Ђукановић (3° мандат) | 1962–       | 29. фебруар 2008                  | 21. децембар 2010                 | Демократска партија социјалиста Црне Горе | Пета влада Мила Ђукановића од 2008. године Шеста влада Мила Ђукановића од 2009. године |
| 1 (33)                    | 2009  | Мило Ђукановић (3° мандат) | 1962–       |                                   |                                   | Демократска партија социјалиста Црне Горе | Пета влада Мила Ђукановића од 2008. године Шеста влада Мила Ђукановића од 2009. године |
| 4 (34)                    |       | Игор Лукшић                | 1976–       | 29. децембар 2010                 | 4. децембар 2012                  | Демократска партија социјалиста Црне Горе | Влада Игора Лукшића                                                                    |
| 4 (34)                    | —     | Игор Лукшић                | 1976–       |                                   |                                   | Демократска партија социјалиста Црне Горе | Влада Игора Лукшића                                                                    |
| 1 (35)                    |       | Мило Ђукановић (4° мандат) | 1962–       | 4. децембар 2012                  | 28. новембар 2016                 | Демократска партија социјалиста Црне Горе | Седма влада Мила Ђукановића                                                            |
| 1 (35)                    | 2012  | Мило Ђукановић (4° мандат) | 1962–       |                                   |                                   | Демократска партија социјалиста Црне Горе | Седма влада Мила Ђукановића                                                            |
| 5 (36)                    |       | Душко Марковић             | 1959–       | 28. новембар 2016                 | 4. децембар 2020                  | Демократска партија социјалиста Црне Горе | Влада Душка Марковића                                                                  |
| 5 (36)                    | 2016  | Душко Марковић             | 1959–       |                                   |                                   | Демократска партија социјалиста Црне Горе | Влада Душка Марковића                                                                  |
| 6 (37)                    |       | Здравко Кривокапић         | 1957–       | 4. децембар 2020                  | 28. април 2022                    | Независан                                 | Влада Здравка Кривокапића                                                              |
| 6 (37)                    | 2020  | Здравко Кривокапић         | 1957–       |                                   |                                   | Независан                                 | Влада Здравка Кривокапића                                                              |
| 7 (38)                    |       | Дритан Абазовић            | 1985–       | 28. април 2022                    | 31. октобар 2023                  | Уједињена реформска акција                | Влада Дритана Абазовића                                                                |
| 7 (38)                    | —     | Дритан Абазовић            | 1985–       |                                   |                                   | Уједињена реформска акција                | Влада Дритана Абазовића                                                                |
| 7 (38)                    |       | Милојко Спајић             | 1987–       | 31. октобар 2023                  |                                   | Европа сад                                | Влада Милојка Спајића                                                                  |
| 7 (38)                    | 2023  | Милојко Спајић             | 1987–       |                                   |                                   | Европа сад                                | Влада Милојка Спајића                                                                  |